# Becerril de la Sierra
Becerril de la Sierra är en kommun i Spanien. Den ligger i den autonoma regionen Madrid, i den centrala delen av landet, 40 km nordväst om huvudstaden Madrid. Antalet invånare är 6 573 (2024).